# Toni Laub
Anton „Toni“ Laub (* 1919 in Saarwellingen; † 1994 ebenda) war ein deutscher Architekt.

## Leben
Nach dem Architekturstudium gründete Toni Laub mit Heinrich Latz ein Architekturbüro in Saarwellingen. Latz und Laub hatten im Jahr 1948 den Wettbewerb für den Wiederaufbau der im Zweiten Weltkrieg zerstörten Stadt Saarlouis gewonnen. In der Französischen Straße errichteten Latz und Laub in den Jahren 1949 bis 1951 mehrere Häuserblöcke aus dreigeschossigen Wohn- und Geschäftshäusern. Für den Aufbau der Innenstadt orientierten sich Latz und Laub an dem schachbrettartigen Grundriss der von Festungsbauer Vauban entworfenen Festungsstadt. Die Neubebauung der Saarlouiser Innenstadt gilt heute als eine der besonderen Leistungen des Wiederaufbaus nach dem Zweiten Weltkrieg im Saarland. Das von Latz und Laub errichtete Innenstadtensemble steht als „Kulturdenkmal Kernstadt Saarlouis“ unter Denkmalschutz. Ab Anfang der 1950er Jahre konzentrierte sich Laub zunehmend auf den Wiederaufbau und den Neubau von katholischen Kirchen in der Region.

## Werke

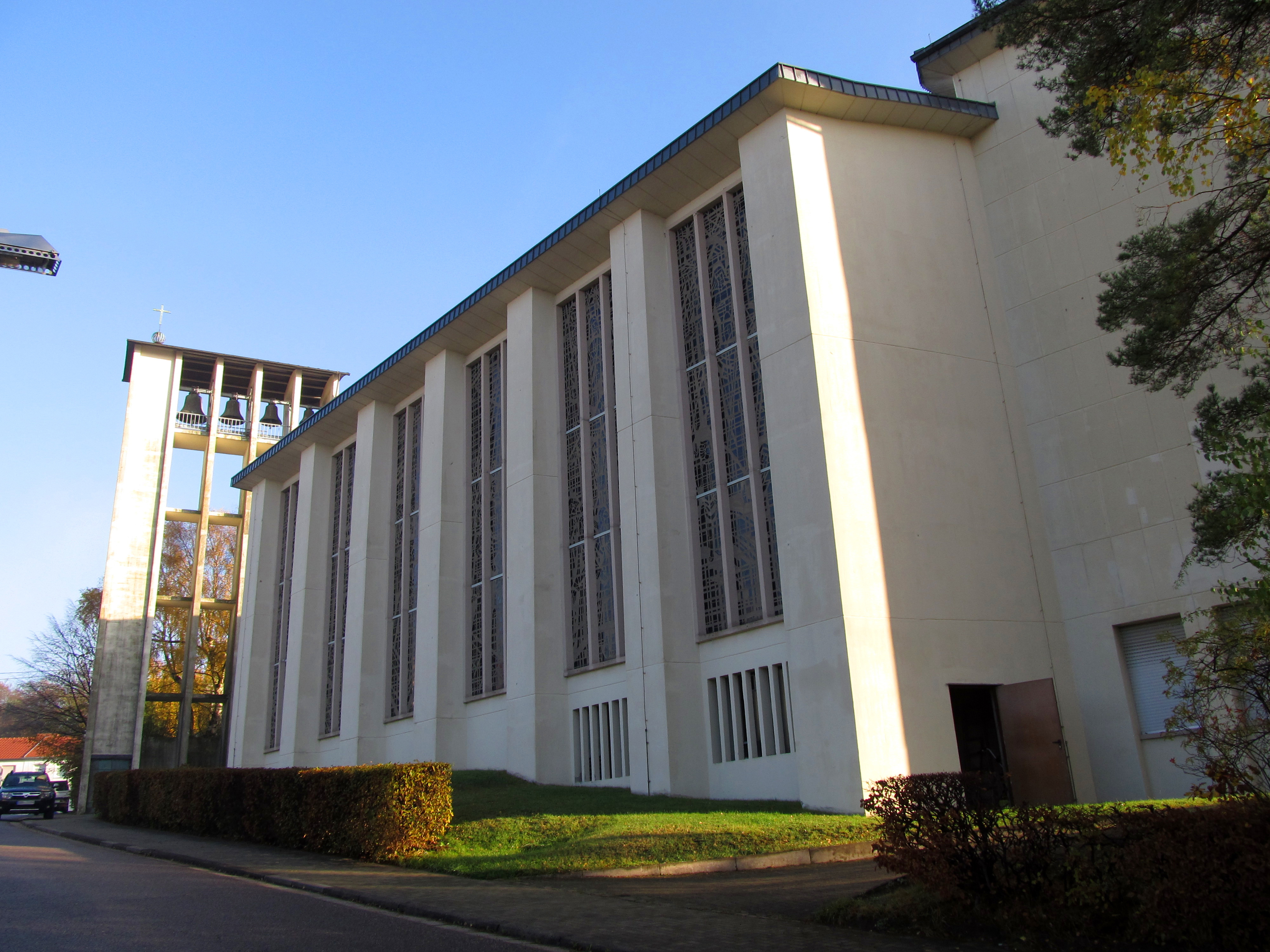
St. Barbara in Dudweiler wurde 1954 nach Plänen von Latz und Laub errichtet.

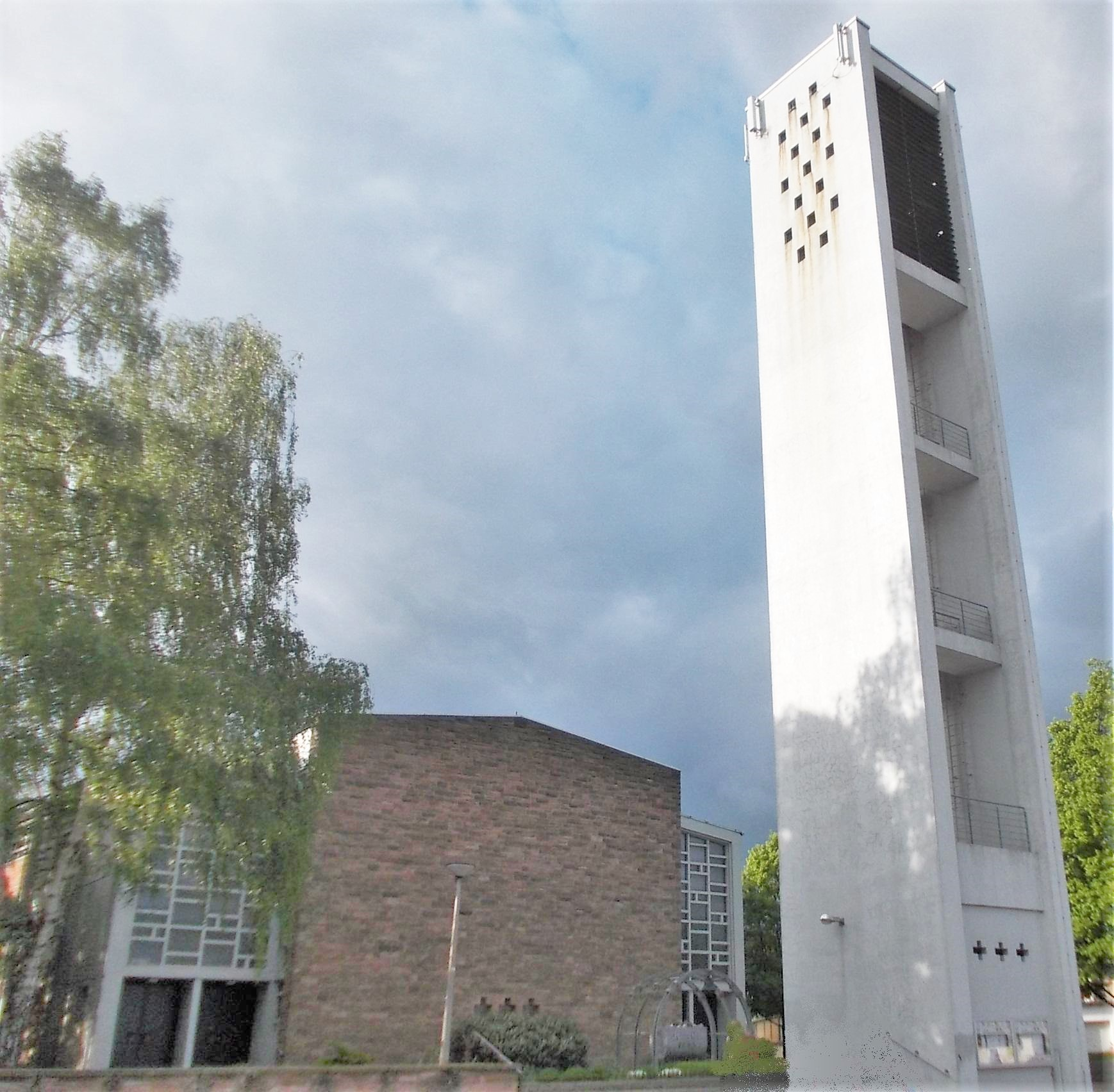
St. Josef in Fraulautern wurde 1961/62 errichtet.

- 1949/50: Schönstatt-Kapelle auf dem Rengeskopf bei Schmelz-Bettingen
- 1952/53: St. Donatus in Lebach-Landsweiler
- 1954: St. Barbara in Dudweiler (gemeinsam mit Heinrich Latz)
- 1957/58: Renovierung der Kreuzkapelle in Püttlingen
- 1959/60: St. Pius X. in Saarwellingen
- 1961/62: St. Josef in Fraulautern
- 1962–1964: St. Petrus in Lebach-Eidenborn
- 1966: Erweiterung von St.  Peter in Tholey-Theley
- 1966/67: Erneuerung des Kirchturms von Hl. Dreifaltigkeit in Lebach
- 1966–1968: Christi Himmelfahrt in Heusweiler-Lummerschied
- 1967: Fatima-Kapelle in Lebach
- 1968–1972: Mariä Himmelfahrt in Weiskirchen-Rappweiler
- 1992: Sanierung der Kirche St. Barbara in Beckingen-Saarfels